# Barbadoský dolar
Barbadoský dolar je zákonným platidlem karibského ostrovního státu Barbados. Jeho ISO 4217 kód je BBD. Jedna setina dolaru se nazývá cent. Pro dolar se používá symbol $, ale pro odlišení od dalších světových měn se stejným názvem „dolar“ se častěji používá Bds$.

## Historie
Do roku 1935 kolovaly na Barbadosu, který byl součástí britského impéria, americký dolar a britská libra. V roce 1935 byl zaveden dolar Britských západních Indií, který začaly používat britské kolonie v Karibiku (včetně Barbadosu). Tato měna byla v roce 1965 nahrazena Východokaribským dolarem. Barbados se rozhodl opustit východokaribskou měnovou unii v roce 1972. K osamostatnění barbadoského dolaru došlo o rok později - v roce 1973. Místní vláda se v roce 1975 rozhodla pevně navázat zdejší dolar na americký dolar v pevném poměru 1 USD = 2 BBD.

## Mince a bankovky
Současné barbadoské mince mají nominální hodnoty 1, 5, 10, 25 centů a 1 dolar. Na reversní straně všech mincí je vyobrazen státní znak Barbadosu. Aversní strana mincí nese slovní zápis nominální hodnoty a různé motivy z místní přírody, architektury a také zlomený trojzubec (jeden z národních symbolů Barbadosu). 
Bankovky v oběhu mají hodnoty 2, 5, 10, 20, 50 a 100 dolarů. Na reversní straně bankovek jsou počínaje rokem 2013 vyobrazeny důležitá místa ostrova spojena s osobnostmi na aversu. Na aversní straně bankovek jsou pak podobizny významných osobností barbadoské historie. Počínaje emisí z roku 2022 jsou všechny nově vydané bankovky z polymeru.
Vyobrazené osobnosti na jednotlivých bankovkách:
- 2 dolary - John Redman Bovell
- 5 dolarů - sir Frank Worrell
- 10 dolarů - Charles Duncan O’Neal
- 20 dolarů - Samuel Jackman Prescod
- 50 dolarů - Errol Walton Barrow
- 100 dolarů - sir Grantley Adams

Vyobrazená ostrovní místa na jednotlivých bankovkách:
- 2 dolary - poslední dochovaný mlýn na cukrovou třtinu 'Morgan Lewis'
- 5 dolarů - hřiště na kriket 'Kensington Oval'
- 10 dolarů - důležitý dopravní most 'Charles Duncan O’Neal Bridge'
- 20 dolarů - budova ostrovního parlamentu
- 50 dolarů - památník na Independence Square
- 100 dolarů - mezinárodní letiště Grantleyho Adamse